# Edelweiss (band)
Edelweiss was een Oostenrijkse Eurodance-formatie, die in 1988 in meerdere Europese landen de eerste plaats van de hitparade bereikte met het nummer Bring Me Edelweiss. Kenmerkend voor de band, genoemd naar het alpenbloemetje Edelweiss, zijn de melige clips met jodelende alpenmeisjes en de nummers met "edelweiss" in de titel. Het markante aan de band is dat deze claimt zijn doorbraakhit te danken te hebben aan het boek The Manual (How to Have a Number One the Easy Way) dat niet lang daarvoor door The KLF werd geschreven.

## Geschiedenis
De eerste hit Bring Me Edelweiss werd in 1988 geproduceerd door Martin Gletschermeyer en Walter Werzowa, en ingezongen door Maria Mathis. Het refrein van het nummer bestond uit een alternatieve tekst op de wijs van ABBA's S.O.S.. Om de garantie voor succes te hebben werden de stappen in het boek The Manual (How to Have a Number One the Easy Way) gevolgd, dat was geschreven door de Britse groep The KLF Deze hadden eerder dat jaar een vergelijkbare hit gehad met Doctorin' the tardis als The Timelords. Het nummer ging meer dan drie miljoen keer over de toonbank, stond in meerdere landen op de eerste plaats van de hitlijsten (in Nederland op plaats 2), en ontving een World Music Award.
Er volgde een album met acht versies van Bring Me Edelweiss met verschillende namen. Het lukte de volgende single, I Can't Get No... (Edelweiss), echter niet om het tot de hitlijsten te schoppen, waarna het weer stil werd rond de band.
In 1992 bracht Edelweiss opnieuw een single uit, met de titel Raumschiff Edelweiss. Het nummer, opnieuw geheel in Eurodance-stijl, bevatte zowel jodelmuziek als de titelmuziek van de televisieserie Star Trek. De productie lag deze keer in handen van Martin Gletschermeyer en Klaus Biedermann. Het nummer bereikte in Oostenrijk de eerste plaats, in Duitsland wist het plaats 7 te bereiken in de hitlijsten. In Nederland was plaats 19 de hoogste notering.
Hierna volgden er nog enkele singles, maar deze wisten niet of nauwelijks meer tot buiten Oostenrijk door te dringen.

## Discografie
| - Bring Me Edelweiss (1988) - I Can't Get No (Edelweiss) (1989) - Raumschiff Edelweiss (1992) - Planet Edelweiss (1992) - To The Mountain Top (1992) - Beam Me Up (1993) - Ski Instructor (1993) - Edeltaler Hochzeitsmarsch (1997) - Bring me Edelweiss (2001, opnieuw uitgebracht voor een biermerk) - Mariah M. - (Bring Me) Edelweiss 2000 (1999) - Edelweiss (1988) - Wonderful World of Edelweiss (1992) |